# Équipe du Paraguay des moins de 17 ans de football
Maillots
L'équipe du Paraguay des moins de 17 ans est une sélection de joueurs de moins de 17 ans au début des deux années de compétition placée sous la responsabilité de la Fédération du Paraguay de football. L'équipe a été une fois finaliste du Championnat des moins de 17 ans de la CONMEBOL, et a atteint à une reprise les quarts de finale de la Coupe du monde de football des moins de 17 ans.

## Parcours en Championnat des moins de 17 ans de la CONMEBOL
- 1985 :Non inscrit
- 1986 : 1er tour
- 1988 : 4e
- 1991 : 1er tour
- 1993 : 4e
- 1995 : 1er tour
- 1997 : 4e
- 1999 :  Finaliste
- 2001 :  3e
- 2003 : 1er tour
- 2005 : 1er tour
- 2007 : 1er tour
- 2009 : 1er tour
- 2011 : 6e
- 2013 : 5e
- 2015 : 4e
- 2017 :  3e
- 2019 :  3e
- 2023 : A venir

## Parcours en Coupe du monde des moins de 17 ans
- 1985 : Non qualifié
- 1987 : Non qualifié
- 1989 : Non qualifié
- 1991 : Non qualifié
- 1993 : Non qualifié
- 1995 : Non qualifié
- 1997 : Non qualifié
- 1999 : Quart-de-finale
- 2001 : 1er tour
- 2003 : Non qualifié
- 2005 : Non qualifié
- 2007 : Non qualifié
- 2009 : Non qualifié
- 2011 : Non qualifié
- 2013 : Non qualifié
- 2015 : 1er tour
- 2017 : Huitiémes de finale
- 2019 : Quart-de-finale
- 2023 : A venir

## Palmarès
- Championnat des moins de 17 ans de la CONMEBOL
  - Finaliste en 1999

## Anciens joueurs
- Diego Figueredo
- Víctor Hugo Mareco
- Edgar Barreto
- Diego Santa Cruz